# Campagnac (Aveyron)
Campagnac település Franciaországban, Aveyron megyében. Lakosainak száma 437 fő (2022. január 1.). Campagnac La Capelle-Bonance, Saint-Laurent-d’Olt, Saint-Saturnin-de-Lenne, La Tieule, Sévérac-d'Aveyron és Banassac-Canilhac községekkel határos.

## Népesség
A település népessége az elmúlt években az alábbi módon változott:
| Lakosok száma | 556  | 399  | 404  | 452  | 460  | 457  | 450  | 451  | 450  | 437  |
|               | 1968 | 1982 | 1990 | 2006 | 2013 | 2015 | 2017 | 2019 | 2020 | 2022 |